# 布魯塞爾 (伊利諾伊州)
布魯塞爾（英語：Brussels）是位於美國伊利諾伊州卡爾霍恩縣的一個村落。

## 地理
布魯塞爾的座標為38°56′50″N 90°35′19″W / 38.94722°N 90.58861°W，而該地最高點為海拔高度161米（即525英尺）。

## 人口
根據2010年美國人口普查的數據，布魯塞爾的面積為1.44平方千米，當中陸地面積為1.44平方千米，而水域面積為0.00平方千米。當地共有人口141人，而人口密度為每平方千米97人。